# Tristan Do
Tristan Do (Thai: ทริสตอง โด, * 31. Januar 1993, Paris) ist ein thailändischer Fußballspieler französischer Abstammung.
Dos Muttersprache ist Französisch. Nachdem er von Frankreich nach Thailand zurückgekehrt war, lernte er auch die thailändische Sprache. Sein Großvater väterlicherseits war Vietnamese, der während seiner Kindheit nach Thailand zog. Er war theoretisch auch berechtigt für die vietnamesische Nationalmannschaft zu spielen. Er hat sich aber für die Nationalmannschaft Thailands entschieden.

## Karriere

### Verein
Das Fußballspielen erlernte Do bis 2010 bei dem französischen Club Racing Straßburg. Seinen ersten Zweijahresvertrag unterschrieb Do beim FC Lorient. Nachdem er die erste Saison nur in der Reserve eingesetzt wurde, hat man ihn das zweite Jahr an den SAS Épinal verliehen. Hier kam er 19 Mal zum Einsatz. 2013 wechselte er den Verein und schloss sich Gazélec FC Ajaccio an. Nach 18 Spielen für den Verein zog es ihn nach Thailand. 2014 unterschrieb er einen Vertrag beim thailändischen Erstligisten BEC Tero Sasana FC. Mit BEC gewann er 2014 den Thai League Cup. Für BEC stand er 35 Mal auf dem Spielfeld. 2016 schloss er sich dem thailändischen Spitzenverein Muangthong United an. 2016 feierte er mit Muangthong die Meisterschaft sowie den des Gewinn des Ligapokals. Ein Jahr später gewann er mit SCG den Ligapokal, den Thailand Champions Cup sowie die Mekong Club Championship. Für den Klub aus Pak Kret absolvierte 88 Spiele und schoss dabei neun Tore. 2019 unterschrieb Do einen Vertrag beim ebenfalls in der ersten Liga spielenden Bangkok United. Für den Hauptstadtverein absolvierte er 94 Erstligaspiele und schoss dabei fünf Tore. Nach der Hinrunde 2022/23 wurde im Dezember 2019 sein Vertrag aufgelöst. Zu Beginn der Saison 2023/24 schloss er sich seinem ehemaligen Verein Muangthong United an. Mit Muangthong stand er am 16. Juni 2024 im Finale des Thai League Cup. Hier verlor man mit 1:0 gegen den Erstligisten BG Pathum United FC.

### Nationalmannschaft
Von 2015 bis 2016 spielte Do achtmal für die thailändische U23-Auswahl. Seit 2015 absolvierte er 48 Länderspiele für die A-Nationalmannschaft und gewann dabei zwei Mal die Südostasienmeisterschaft.

## Erfolge

### Verein
BEC-Tero Sasana FC
- Thailändischer Ligapokalsieger: 2014

Muangthong United
- Thailändischer Meister: 2016
- Thailändischer Ligapokalsieger: 2016, 2017
- Thailändischer Ligapokalfinalist: 2023/24
- Thailand Champions Cup: 2017
- Mekong Club Championship: 2017

### Nationalmannschaft
Thailand U-23
- Sea Games: 2015

Thailand
- Südostasienmeisterschaft: 2016, 2021